# Ix Chel

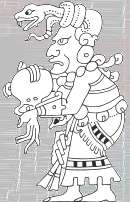

Ix Chel ("Regnbågsdamen") var i mytologin hos mayafolket i Mexiko barnfödelns, vävningens och medicinen gudinna. Hon var gift med gudarnas stamfader Itzamna.
Ix Chels främsta sysslor var den gifta kvinnans: barnafödande, vävning och läkemedelskonst. Hon var mor till Bacabs.
Ix Chel gestaltades tillsammans med sin make som ett gammalt par. Ibland framträder hon med klor på händerna och förknippas då med aztekernas modergudinna Coatlicue.